# ستيوارت يونغ
ستيوارت يونغ (بالإنجليزية: Stuart Young)‏ (16 ديسمبر 1972 بكينغستون أبون هال في المملكة المتحدة - ) هو لاعب كرة قدم بريطاني في مركز الهجوم. لعب مع سكونثورب يونايتد ونادي أرسنال ونادي برث غلوري ونادي هوم يونايتد وهال سيتي ووودلاندز ويلينغتون ووولونغونغ ونادي سكاربورو ونادي نورثامبتون تاون وSorrento FC ‏.

## وصلات خارجية
- ستيوارت يونغ على موقع قاعدة بيانات كرة القدم.إي يو (الإنجليزية)